# Vitor Alves de Brito
Vitor Alves de Brito (Rio de Janeiro, 3 de abril de 1859 – 15 de outubro de 1914) foi um militar e político brasileiro.
Filho de José Feliciano Alves de Brito e de Basilisa Anacleta da Conceição Alves de Brito. Casou com Maria José Antunes Ramos, com quem teve filhos.
Em 7 de dezembro de 1902, em eleição para preenchimento da vaga do deputado Vidal Ramos, que renunciou ao mandato por ter sido eleito vice-governador, foi eleito deputado ao Congresso Representativo de Santa Catarina (Assembleia Legislativa de Santa Catarina) e participou da 4ª Legislatura (1901-1903), no último ano da legislatura já era major.